# Lisa Sheridan
Lisa Sheridan (Macon, 5 de dezembro de 1974 - New Orleans, 25 de fevereiro de 2019) foi uma atriz norte-americana. Conhecida principalmente por seu trabalho na televisão, Sheridan foi membro regular do elenco em séries como FreakyLinks e Invasion.

## Biografia e carreira
Sheridan nasceu em Macon, onde se formou na Mount de Sales Academy. Ela frequentou a Carnegie Mellon School of Drama em Pittsburgh.
Na televisão, Sheridan interpretou Chloe Tanner em FreakyLinks, Larkin Groves em Invasion, e Vivian Winters em Legacy. Ela também apareceu no CSI: Miami.

### Vida pessoal
Sheridan estava noiva de Ron Livingston até 2003. Eles se conheceram quando trabalharam no filme de 2000, Beat.

## Morte
A atriz foi encontrada sem vida na sua casa em Nova Orleans no dia 25 de fevereiro de 2019. Três meses depois, em 3 de maio, o escritório do legista da paróquia de Orleans determinou que a causa da morte foram complicações de alcoolismo crônico, com abuso de benzodiazepínicos e lesão cerebral de uma queda anterior sendo fatores contribuintes.